# Rajmund Berengar II Prowansalski
Rajmund Berengar II, kataloński Ramon Berenguer (ur. ok. 1135, zm. w 1166) – hrabia Prowansji w latach 1144–1166. Do 1157 (osiągnięcia przez niego pełnoletniości) Prowansją rządził jako regent jego wuj, Rajmund Berengar IV Święty, hrabia Barcelony.

## Życiorys
W 1144, w czasie najazdu na Genuę, zmarł ojciec Rajmunda, Berengar Rajmund I, i młody Rajmund odziedziczył hrabstwo. Natychmiast pretensje do korony wysunęła rodzina z Baux i jedynie akcja wojskowa wuja Rajmunda z 1147 uratowała i zabezpieczyła tron. Wojna z rodziną z Baux trwała do samej śmierci hrabiego Barcelony w 1162.
W sierpniu 1161 Rajmund ze swoim wujem podróżował do Turynu, żeby spotkać się z cesarzem Fryderykiem I Barbarossą. Rajmund Berenguer II popierał antypapieża Wiktora IV w walce z papieżem Aleksandrem III, którego z kolei popierał król Francji, Ludwik VII Młody. Prowansja zaś leżała w strategicznym miejscu: między Francją a Półwyspem Apenińskim. Tam poznał Ryksę, córkę polskiego księcia Władysława II Wygnańca. Rajmund dzięki małżeństwu z kuzynką cesarza zyskiwał prestiż i zabezpieczenie przed pretensjami terytorialnymi hrabiego Baux - Hugona. W 1161 odbył się ślub Ryksy z Rajmundem. Wuj Rajmunda zmarł w drodze powrotnej do Prowansji.
Rajmund wznowił wojnę z Genuą, ale zmarł, próbując podbić Niceę wiosną 1166. Jego jedynym dzieckiem była córka, Douce II, która odziedziczyła wszystkie jego ziemie.

## Genealogia
| Rajmund Berengar III ur. 1082 zm. po 14 VII 1130 | Rajmund Berengar III ur. 1082 zm. po 14 VII 1130 |                                      |                                      | Douce lub Dolça de Gévaudaun ur. ? zm. 1127 | Douce lub Dolça de Gévaudaun ur. ? zm. 1127 |  |  | NN ur. 1040 zm. 1 VII 1109 | NN ur. 1040 zm. 1 VII 1109 |                      |                      | NN ur. ? zm. ? | NN ur. ? zm. ? |
|                                                  |                                                  |                                      |                                      |                                             |                                             |  |  |                            |                            |                      |                      |                |                |
|                                                  |                                                  |                                      |                                      |                                             |                                             |  |  |                            |                            |                      |                      |                |                |
|                                                  |                                                  | Berengar Rajmund I ur. 1115 zm. 1144 | Berengar Rajmund I ur. 1115 zm. 1144 |                                             |                                             |  |  |                            |                            | Beatrice ur. ? zm. ? | Beatrice ur. ? zm. ? |                |                |
|                                                  |                                                  |                                      |                                      |                                             |                                             |  |  |                            |                            |                      |                      |                |                |
|                                                  |                                                  |                                      |                                      |                                             |                                             |  |  |                            |                            |                      |                      |                |                |
|                                                  |                                                  |                                      |                                      |                                             |                                             |  |  |                            |                            |                      |                      |                |                |

|  |  | Ryksa śląska ur. 1130–1140 zm. 16 VI ok. 1185? OO 1152 | Ryksa śląska ur. 1130–1140 zm. 16 VI ok. 1185? OO 1152 | Rajmund Berengar II (ur. ok. 1135, zm. 1166) | Rajmund Berengar II (ur. ok. 1135, zm. 1166) |  |  |  |  |
|  |  |                                                        |                                                        |                                              |                                              |  |  |  |  |
|  |  |                                                        |                                                        |                                              |                                              |  |  |  |  |
|  |  |                                                        |                                                        |                                              |                                              |  |  |  |  |
|  |  |                                                        |                                                        | Douce II ur. ? zm. 1172                      |                                              |  |  |  |  |